# Joba Arriba
Joba Arriba är en ort i Dominikanska republiken.   Den ligger i provinsen Espaillat, i den nordöstra delen av landet, 120 km norr om huvudstaden Santo Domingo. Joba Arriba ligger 103 meter över havet och antalet invånare är 1 471.
Terrängen runt Joba Arriba är kuperad söderut, men norrut är den platt. Runt Joba Arriba är det tätbefolkat, med 257 invånare per kvadratkilometer. Närmaste större samhälle är Gaspar Hernández, 6,8 km norr om Joba Arriba. I omgivningarna runt Joba Arriba växer i huvudsak städsegrön lövskog.